# 胡仲紫
胡仲紫（1910年—1986年），男，湖南攸县人，中国农业科学家，曾任华中农学院教授，第三届全国人大代表，第五、六届全国政协委员。

## 家庭
父亲胡庶华。